# Palazzo Schlobitten
Il Palazzo Schlobitten  è stata la residenza ufficiale di Alessandro di Dohna-Schlobitten. Si trova a Słobity, un villaggio polacco del distretto di Braniewo, nel voivodato della Varmia-Masuria.  Attualmente il palazzo è una rovina. 

## Storia
Abraham di Dohna-Schlobitten negli anni 1621-1624 fece costruire  un palazzo in stile rinascimentale. Nel 1629 il palazzo fu bruciato. Alessandro di Dohna-Schlobitten negli anni 1691-1734  fece ricostruire il palazzo in stile barocco. Nel 1945 il palazzo fu bruciato e non fu ricostruito.